# USA:s vice försvarschef
USA:s vice försvarschef (engelska: Vice Chairman of the Joint Chiefs of Staff) är den näst högsta yrkesmilitära befattningen inom USA:s försvarsdepartement och vice ordförande för Joint Chiefs of Staff. Vice försvarschefen biträder försvarschefen och är yrkesmilitär rådgivare till försvarsministern och biträdande försvarsministern.
Befattningen tillkom 1986 i samband med Goldwater-Nichols Act antogs och förste befattningshavaren tillträdde den 6 februari 1987. Innehavaren utses av USA:s president med senatens råd och samtycke och tjänstgör i befattningen som fyrstjärnig general eller amiral under en period av fyra år.

## Lista över USA:s vice försvarschefer
|     | Namn                    | Porträtt | Försvarsgren     | Tillträde        | Avgång           | Not   |
| --- | ----------------------- | -------- | ---------------- | ---------------- | ---------------- | ----- |
| 1.  | Robert T. Herres        |          | Flygvapnet       | 6 februari 1987  | 28 februari 1990 | [ 2 ] |
| 2.  | David E. Jeremiah       |          | Flottan          | 1 mars 1990      | 28 februari 1994 | [ 2 ] |
| 3.  | William Owens           |          | Flottan          | 1 mars 1994      | 27 februari 1996 | [ 2 ] |
| 4.  | Joseph Ralston          |          | Flygvapnet       | 1 mars 1996      | 29 februari 2000 | [ 2 ] |
| 5.  | Richard Myers           |          | Flygvapnet       | 29 februari 2000 | 1 oktober 2001   | [ 2 ] |
| 6.  | Peter Pace              |          | Marinkåren       | 1 oktober 2001   | 12 augusti 2005  | [ 2 ] |
| 7.  | Edmund Giambastiani     |          | Flottan          | 12 augusti 2005  | 27 juli 2007     | [ 2 ] |
| 8.  | James E. Cartwright     |          | Marinkåren       | 2 september 2007 | 3 augusti 2011   | [ 2 ] |
| 9.  | James A. Winnefeld, Jr. |          | Flottan          | 4 augusti 2011   | 31 juli 2015     | [ 2 ] |
| 10. | Paul J. Selva           |          | Flygvapnet       | 31 juli 2015     | 31 juli 2019     |       |
| 11. | John E. Hyten           |          | Flygvapnet       | 21 november 2019 | 19 november 2021 |       |
| 12. | Christopher W. Grady    |          | 20 november 2021 | sittande         |                  |       |

### Notförteckning
1. ↑  10 U.S.C. § 154
2. 1 2 3 4 5 6 7 8 9  ”THE CHAIRMANSHIP OF THE JOINT CHIEFS OF STAFF 1949–2016” (på engelska). Joint History Office, Office of the Chairman of the Joint Chiefs of Staff. 2016. https://www.jcs.mil/Portals/36/Documents/History/Institutional/Chairmanship%20book%202016.pdf. Läst 15 augusti 2021.